# مرشدات سنغافورة
مرشدات سنغافورة هي المنظمة الإرشادية الوطنية في سنغافورة. تأسست المنظمة في عام 1917 وأصبحت عضوا كامل العضوية في الرابطة العالمية للمرشدات وفتيات الكشافة في عام 1966. كانت تعرف سابقا باسم جمعية مرشدات سنغافورة، ولقد تم تغيير إسمها مرشدات سنغافورة في 24 يوليو 2004. تحوي المنظمة 12،340 عضوا (اعتبارا من عام 2003).